# HD21940
HD21940 — хімічно пекулярна зоря спектрального класу A1, що має видиму зоряну величину в смузі V приблизно  6,8.
Вона  розташована на відстані близько 307,1 світлових років від Сонця.